# Ketsingen
Ketsingen és un nucli de Berg, un antic municipi de Bèlgica de la província de Limburg. El riu Dèmer neix a Ketsingen.
El 1971 va fusionar amb Membruggen, Genoelselderen i 's Herenelderen per a formar al municipi d'Elderen. El 1977 aquesta fusió va desfer-se. Ketsingen i 's Herenelderen van fusionar amb Tongeren, Genoelselderen i Membruggen van fusionar amb Riemst. L'autopista E313 fa la frontera. Durant l'antic règim era un municipi independent, compost d'uns feus del comtat de Loon dins del Principat de Lieja.
L'església està dedicada a sant Esteve.

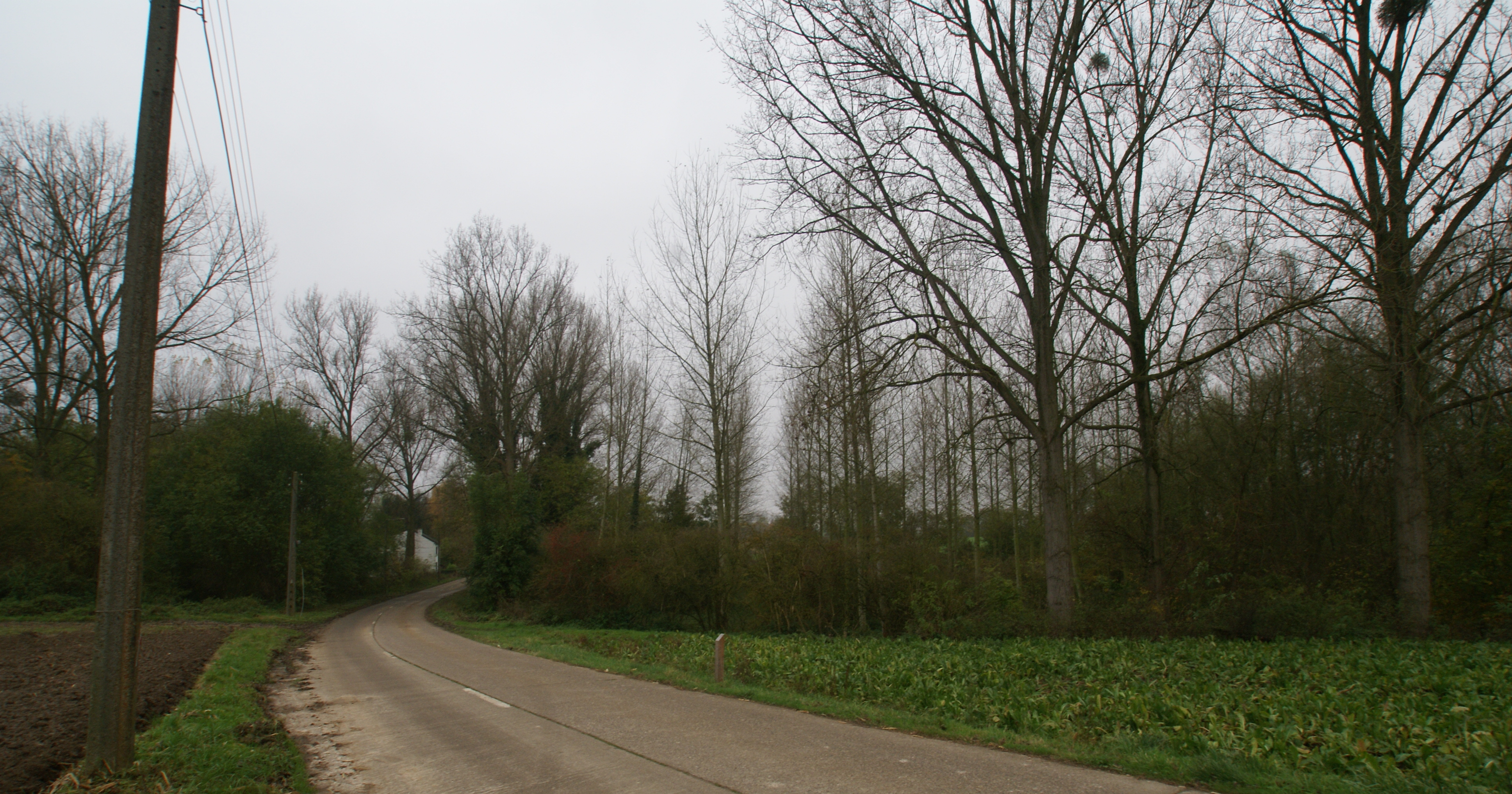
Prats húmids al carrer Ketsingenstraat
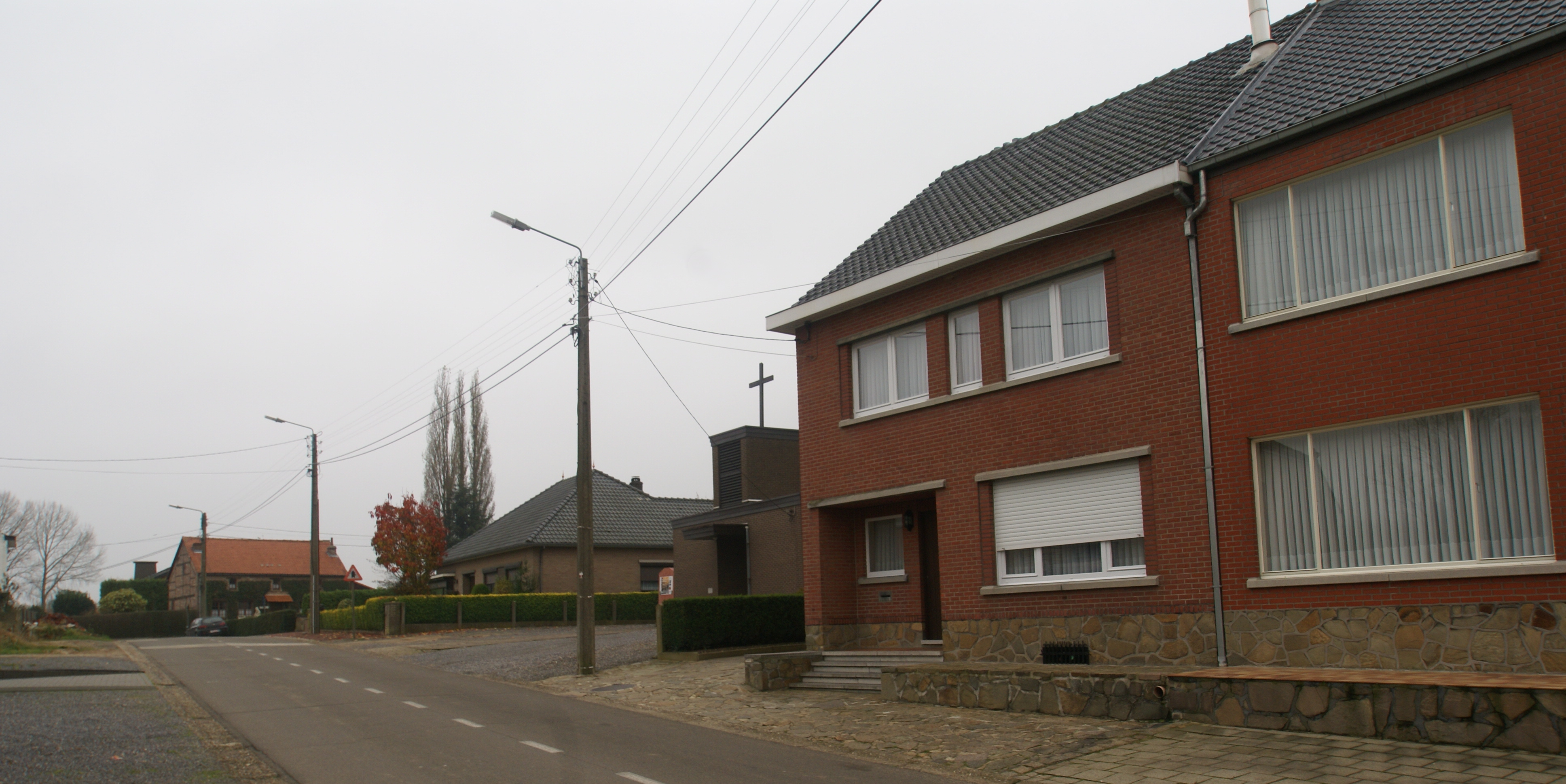
Carrer Major Noenelderen i Església de Sant Esteve
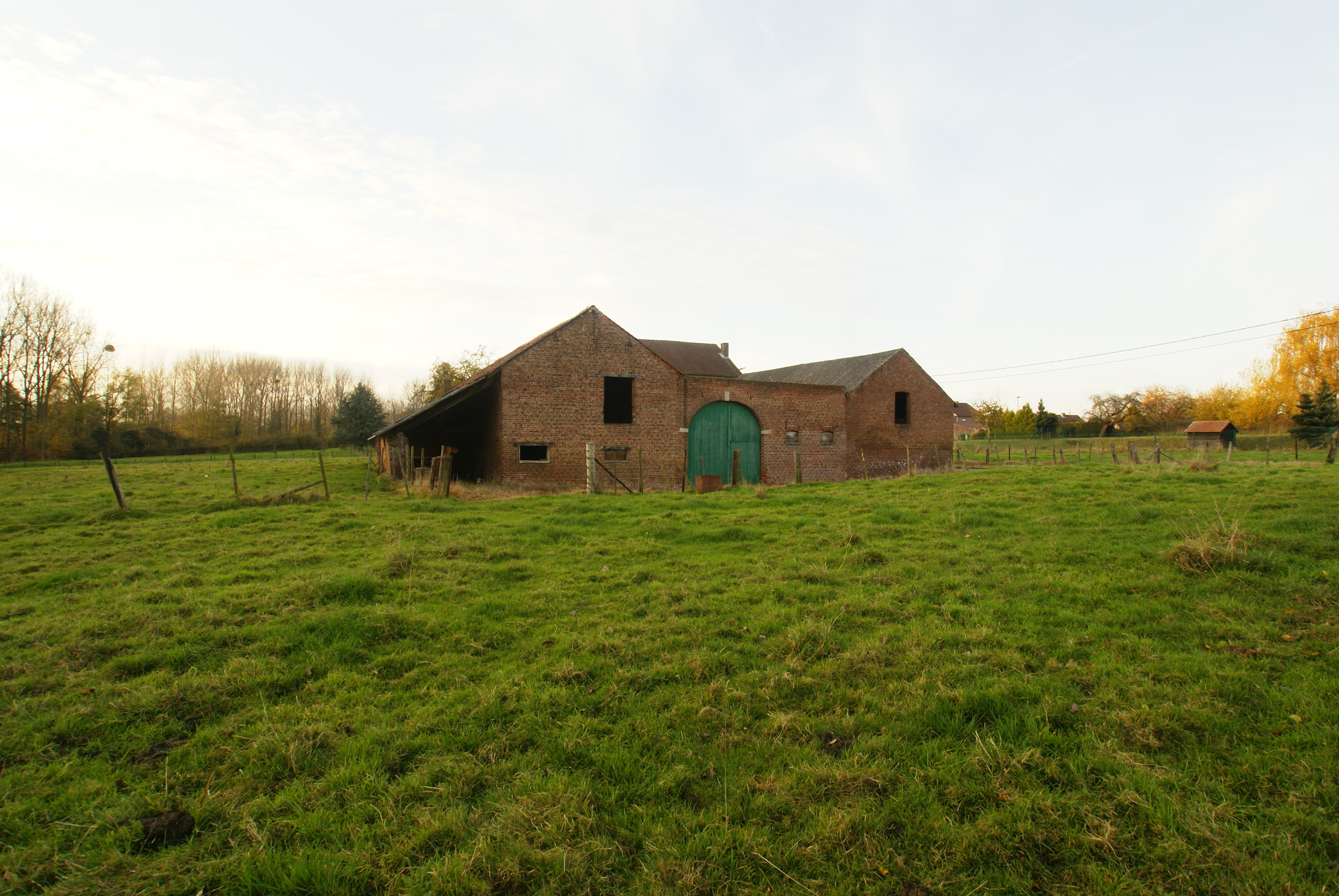
Masia típica d'Haspengouw al carrer Demerbronstraat
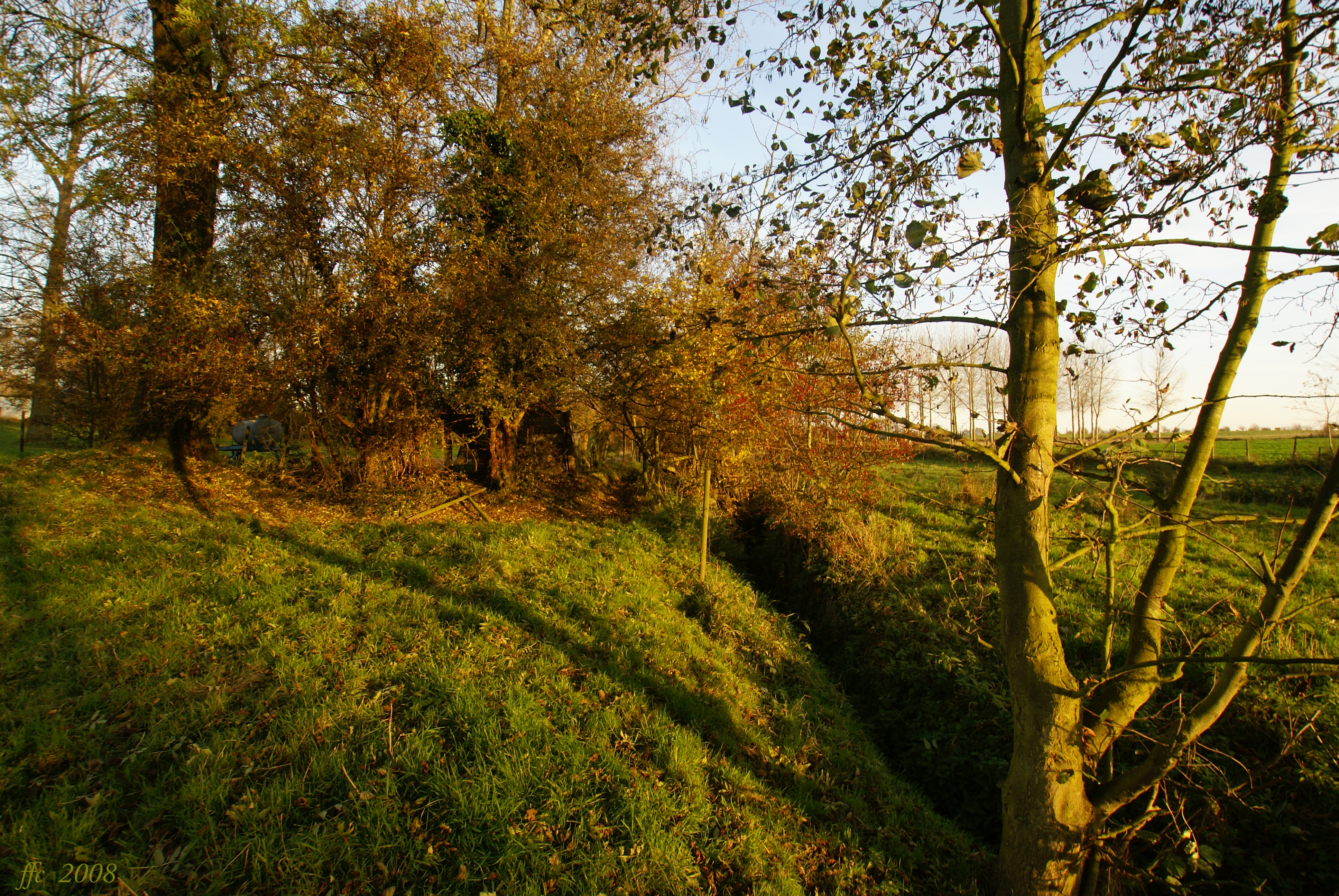
La font del Dèmer